# Telipogon pogonostalix
Telipogon pogonostalix är en orkidéart som beskrevs av Heinrich Gustav Reichenbach. Telipogon pogonostalix ingår i släktet Telipogon och familjen orkidéer. Inga underarter finns listade i Catalogue of Life.